# Euploea macgregori
Euploea macgregori är en fjärilsart som beskrevs av Kirby 1889. Euploea macgregori ingår i släktet Euploea och familjen praktfjärilar. Inga underarter finns listade i Catalogue of Life.